# Перепелиця рудощока
Перепелиця рудощока (Rhynchortyx cinctus) — вид куроподібних птахів родини токрових (Odontophoridae).

## Поширення
Вид поширений в Центральній та Південній Америці. Ареал виду розірваний на дві частини: одна включає Гондурас, Нікарагуа та північну частину Коста-Рики, інша - східну Панаму, захід Колумбії та крайній північний захід Еквадору. Його природними середовищами існування є субтропічний або тропічний вологий низинний ліс та субтропічний або тропічний вологий гірський ліс.